# Novibipalium murayamai
Novibipalium murayamai és una espècie de planària terrestre de la subfamília dels bipalins que s'ha trobat a la ciutat de Sanjō, prefectura de Niigata, Honshū, Japó. L'epítet específic murayamai fa referència a Mr. Hitoshi Murayama, que durant més 30 anys va col·laborar amb Masaharu Kawakatsu (primer autor de l'espècie) en estudis de planàries.

## Descripció
Els espècimens adults de N. murayamai a partir dels quals es va descriure l'espècie mesuraven entre 50 i 60 mm de longitud ja conservats. Segons els col·lectors d'aquests mateixos individus, el més llarg feia uns 100 mm de longitud i uns 6 mm d'amplada en vida. Com tots els bipalins, tenen el cap en forma de mitja lluna, i les aurícules estan recorbades. El marge de la superfície dorsal de la placa cefàlica i les aurícules (el cap) és de color marró gronguenc. El cos és ample i força aplanat i la cua és apuntada. La coloració de la superfície dorsal és entre marró groguenc uniforme i ocre, i presenta un parell de bandes laterals marronoses des del "coll" fins a la cua. La part ventral del cos és de color marró grisós uniforme i no presenta bandes. La sola d'arrossegament és relativament estreta.

## Aparell reproductor
Les diferents espècies de planàries es descriuen i es distingeixen les unes de les altres principalment segons les característiques de l'aparell reproductor. En el cas de N. murayami els caràcters diagnòstics inclouen la presència d'un bulb penià gran i esfèric, una papil·la peniana curta i de forma cònica, i uns conductes espermàtics que s'obren a la part mitjana i ventral de la vesícula seminal, intrabulbar i replegada. Com en tots els Novibipalium, l'antre masculí dona lloc a una beina del penis o fals penis, en aquest cas molt musculada. Pel que fa al conducte genital femení, presenta una secció dorsal obovoide en la que desemboquen els dos conductes ovovitel·lins per separat. La part ventral té forma de manxa.
Els testicles estan situats en posició ventral, des d'una posició posterior als ovaris fins just després de la bossa de la faringe.

## Cariologia
N. murayamai presenta un complement cromosòmic de 2x = 10. El cariotip de 2m + 2sm + 2sm + 2sm + 2m.